# Miskolctapolca

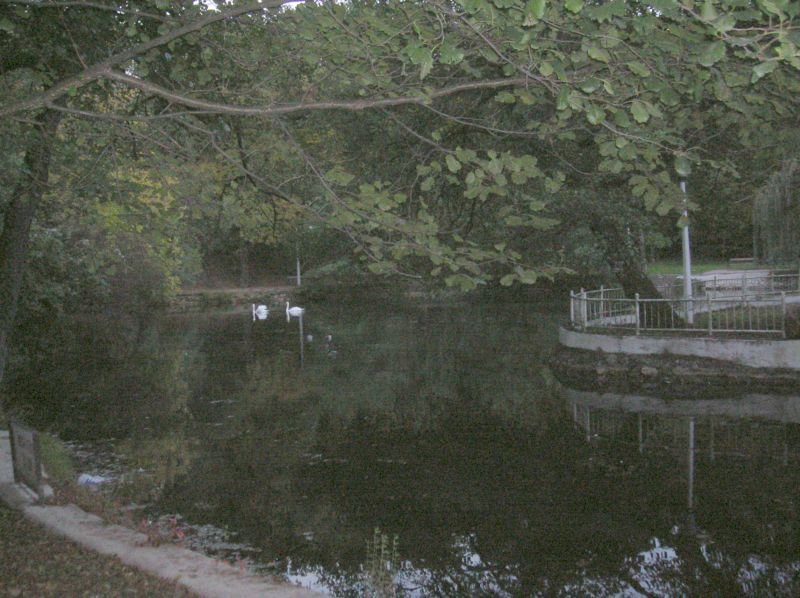
Båtsjön

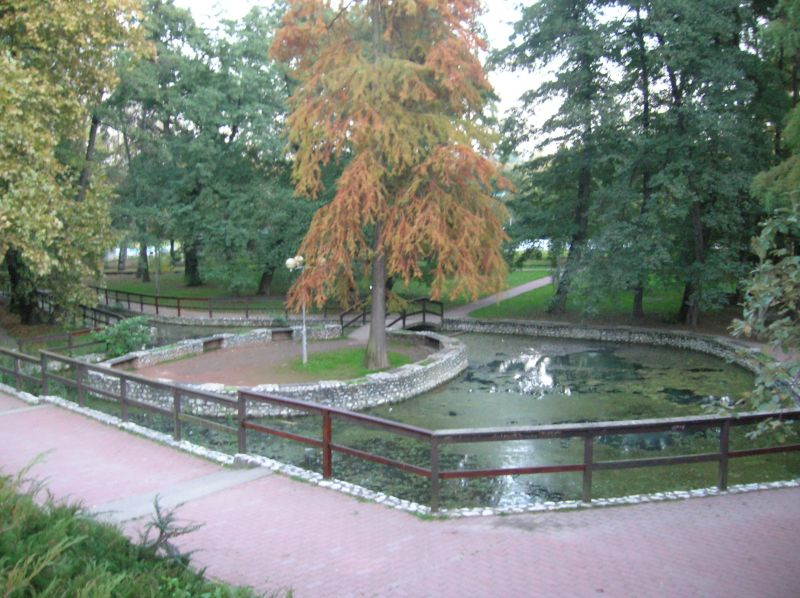
En park

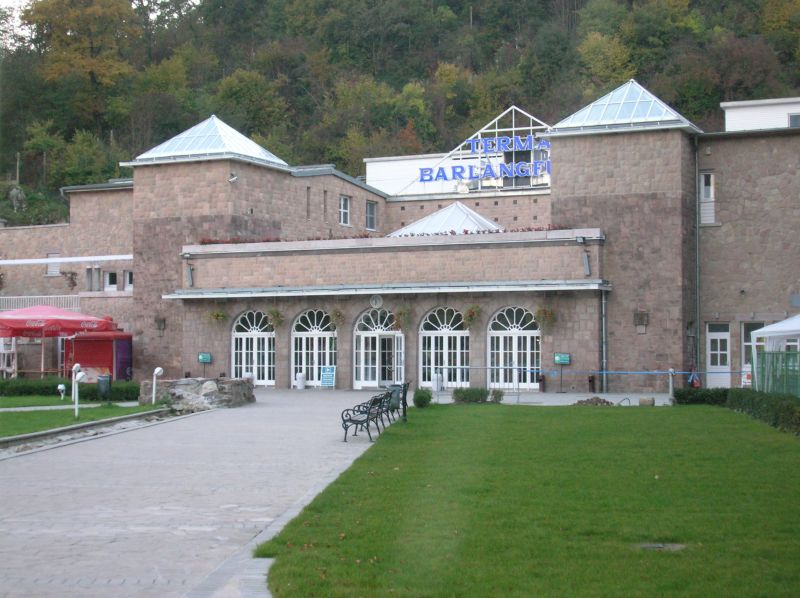
Ingången till grottbadet

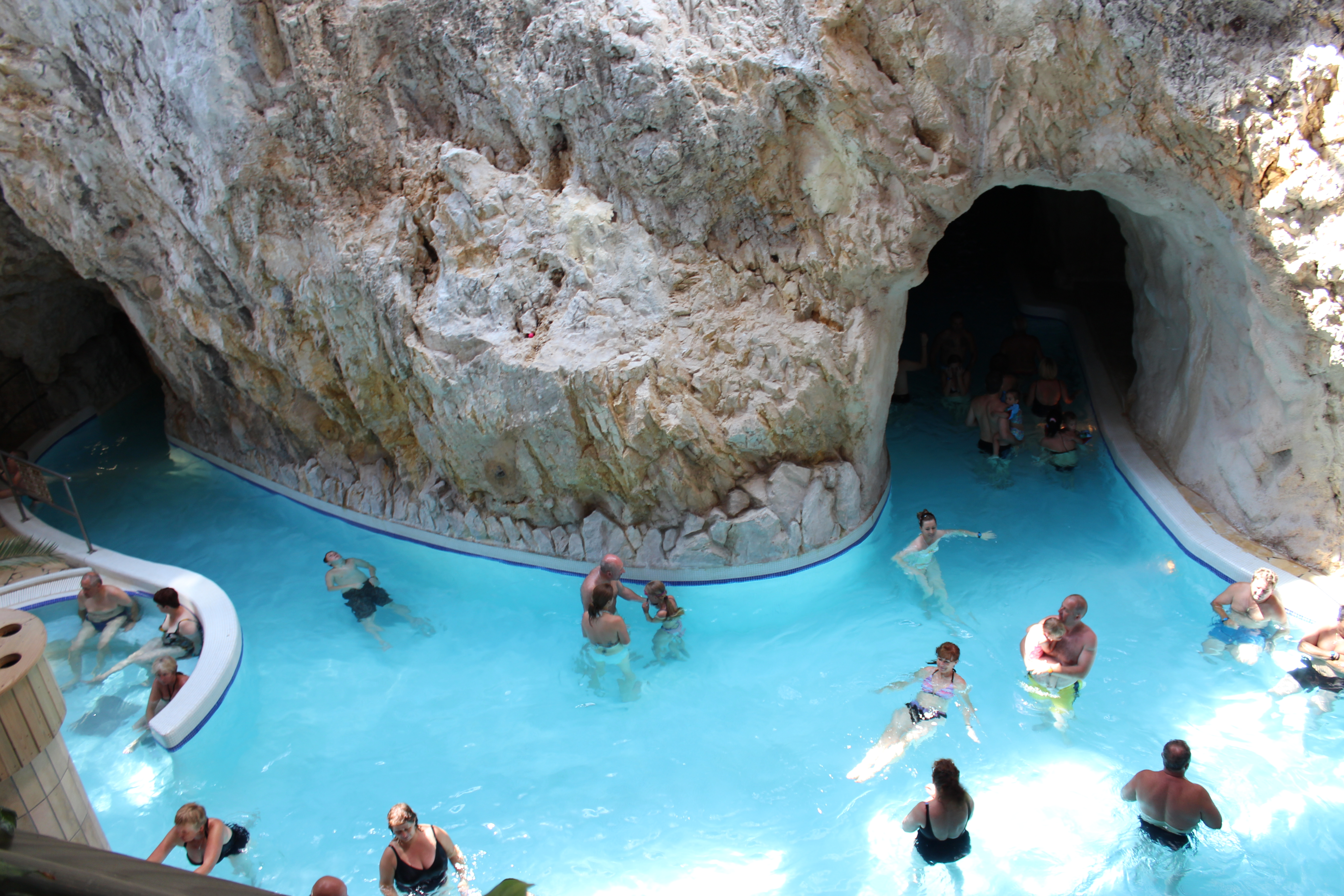
En del av grottbadet.

Miskolctapolca eller Miskolc-Tapolca, tidigare Görömböly-Tapolca, i folkmun Tapolca, är en förort till Miskolc i Ungern och en av de populäraste turistorterna i Ungern. Miskolctapolca har namnet Miskolctapolca dels för att delen tillhör Miskolc och dels för att den inte ska förväxlas med staden Tapolca i provinsen Veszprém.
Miskolctapolca hade 4 693 invånare år 2001. År 2013 var antalet invånare 4 712 personer.

## Historia
Se även: Badgrottan
Området har varit bebott sedan antikens tid. De arkeologiska fynden kan man se på Ottó Hermanmuseet i Miskolcs centrum. Innan ungrarna erövrade platsen var den bebodd av slaviska grenar. Namnet kommer från ett slaviskt ord som betyder bad och nämndes först av en anonym författare.
Dokument, daterade år 1219, berättar om ett benediktinordenskloster i Tapolca. Klostret fanns fram till 1500-talet, men blev attackerat flera gånger under osmanernas erövring av Ungern. Under angreppen valde munkarna att lämna klostret. Tapolca stod kvar utan några bofasta invånare fram till 1800-talet även om orten användes som en semesterplats redan under tidigt 1700-tal. Under denna tid tillhörde Miskolctapolca klostret i Görömböly. Biskopen av Vác frågade klostret om de kunde bygga ut Tapolca till en semesterort, varpå tre simbassänger samt ett värdshus byggdes. År 1830 fanns det även ett inomhusbad i Miskolctapolca.
Under slutet av 1800-talet köpte Miskolc stad Tapolca från kyrkan. År 1934 blev Tapolca officiellt en semesterort som började blomstra med restauranger och hotell. År 1941 byggdes en ny byggnad för badet och 1959 öppnades Grottbadet. 1969 byggdes ytterligare en utomhuspool.
År 1950 blev Görömböly en del av Miskolc, och eftersom Tapolca tillhörde Görömböly så blev Tapolca en del av Miskolc. Sedan dess har Tapolca kallats för Miskolc-Tapolca.